# Chrysler Crossfire

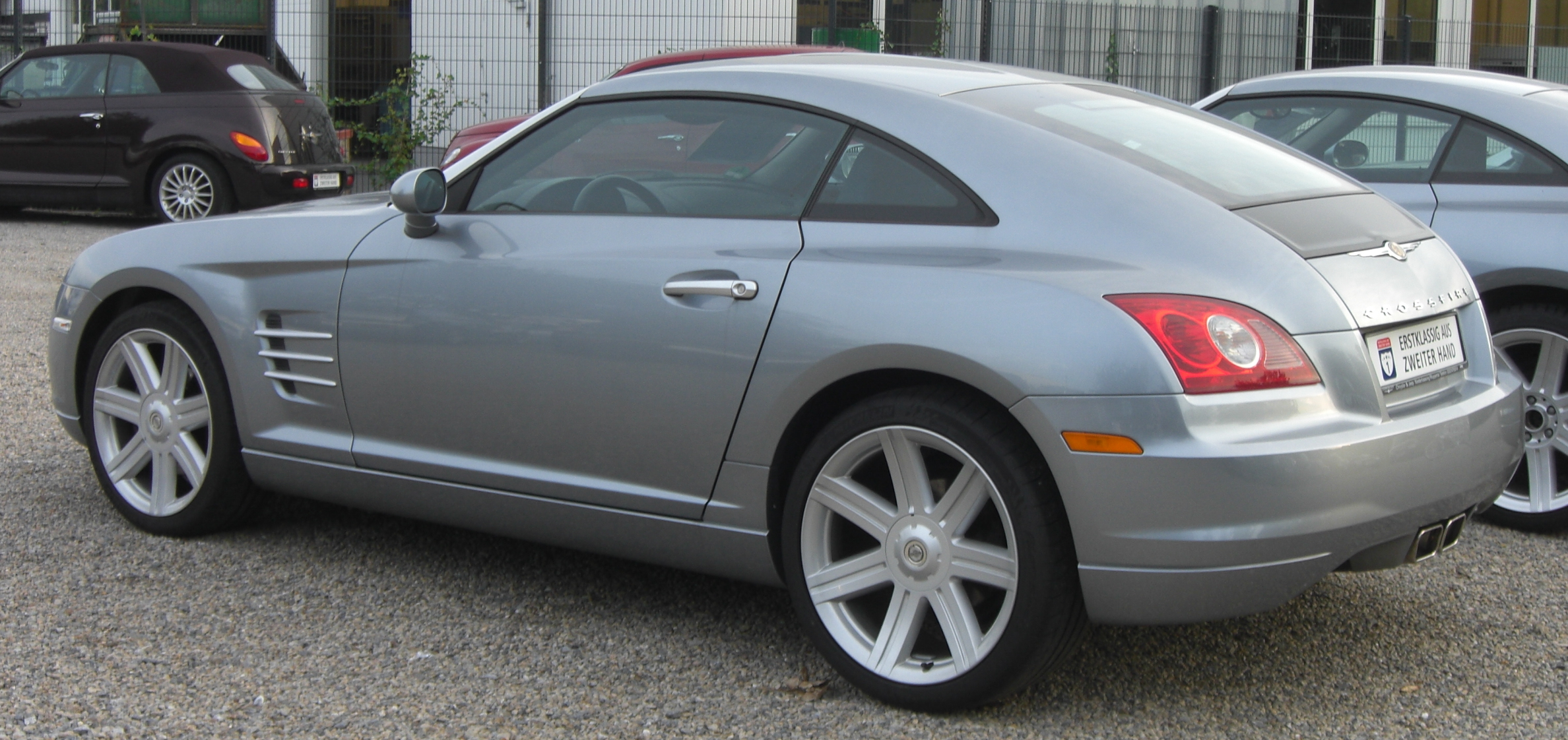
Heck des Crossfire Coupé

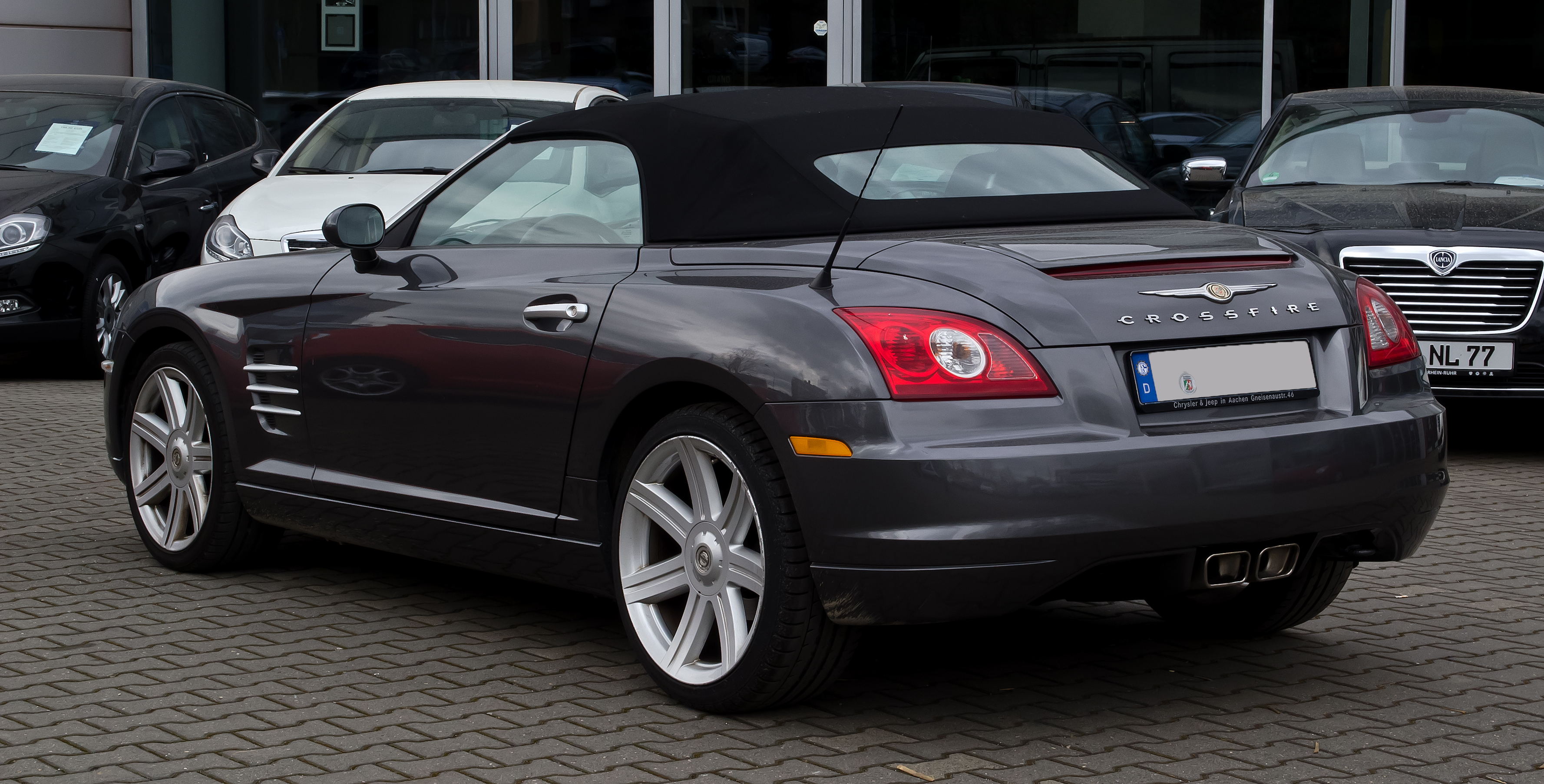
Chrysler Crossfire Roadster
(2004–2007)

Der Chrysler Crossfire (interne Typbezeichnung ZH) war ein Produkt von DaimlerChrysler, das von Karmann als Coupé und als Roadster produziert wurde. Die Modelle basieren auf dem Mercedes SLK Baureihe 170. Das Coupé hat im Gegensatz zum SLK jedoch ein festes Stahldach, der Roadster ein Stoffdach.

## Modellgeschichte
Der Crossfire wurde von 2003 bis 2007 bei Karmann in Osnabrück gefertigt. Er verdankt seinen Namen den sich kreuzenden Sicken (Cross – englisch „Kreuz“) in der Seitenlinie.  Er wurde von Tom Marinelli, dem damaligen Marketing Vice President von Chrysler als DaimlerChryslers erstes gemeinsam entworfenes Fahrzeug bezeichnet.
Dem Fahrzeug ging ein Konzeptfahrzeug voraus, das erstmals auf der North American International Auto Show (NAIAS) 2001 gezeigt wurde.
Produktionsstart des Coupé-Serienmodells war der 3. Februar 2003 ; Produktionsstart des Crossfire Roadster war der 2. Februar 2004. Erstmals gezeigt wurde das Serienmodell des Coupés auf der LA Auto Show 2002, das Serienmodell des Roadsters auf der NAIAS 2004.
Die leistungsstärkere Variante SRT6 wurde erstmals auf dem Genfer Auto-Salon 2004 präsentiert.
Am 17. Dezember 2007 wurde bei Karmann der letzte Crossfire gefertigt, da die Verkaufszahlen nicht die Erwartungen erfüllten.

## Antrieb
Der Crossfire war in zwei Versionen mit dem gleichen 3,2-Liter-V6-Basismotor, dem Typ Mercedes M112 zu haben: mit einem Saugmotor mit maximaler Leistung von 160 kW (218 PS) und 310 Nm maximalem Drehmoment sowie als Crossfire SRT6 mit einem  Kompressormotor mit einer maximalen Leistung von 246 kW (335 PS) und 420 Nm maximalem Drehmoment. Letzterer ist nahezu identisch zum Motor des SLK 32 AMG, wurde aber in der maximalen Leistung um 14 kW (19 PS) gedrosselt.
In Verbindung dazu war ein Sechsgang-Schaltgetriebe oder ein aufpreispflichtiges Fünfstufen-Automatikgetriebe  mit adaptiver Schaltsteuerung lieferbar. Die Automatikhandhabung ist wie üblich, mit einer zusätzlichen manuellen Eingriffsmöglichkeit über die „Auto-Stick“-Funktion durch kurzes Antippen des Wählhebels, wie ihn die baugleichen Automaten der Mercedes-C-, E- und S-Klassen auch haben. Den SRT6 gibt es nur mit Automatikgetriebe. Der Antriebsstrang überträgt die Motorleistung an die Hinterräder.

## Sondermodelle
Um den Absatz anzukurbeln, wurde Ende 2004 das Sondermodell Black Line eingeführt. Diese Ausstattungslinie war sowohl für den Roadster wie auch für das Coupé zu einem deutlich günstigeren Kaufpreis erhältlich. Die Blackline-Modelle gab es jedoch nur mit Schaltgetriebe; sie sind weniger gut ausgestattet im Vergleich zu den normalen Crossfire. Gegenüber den Serienmodellen fehlen beheizbare Außenspiegel, Einstiegsleisten aus rostfreiem Stahl mit Crossfire-Schriftzug, elektrostatischer Luftfilter, Frontrahmen, Türgriffe und seitliche Luftauslässe in Satin-Silber-Lackierung, Fußmatten, Garagentoröffner HomeLink, Getränkehalter in der Mittelkonsole ausklappbar, Infinity-Soundsystem mit 240-Watt-Verstärker und zwei Subwoofern, Kartentaschen und Netze zwischen den Sitzen, Scheibenwischerdüsen beheizt, Ledersportsitze (stattdessen hat der Blackline Stoffsitze aus dem SLK R170), zweistufige Sitzheizung, Nebelscheinwerfer und Sportpedale aus Edelstahl mit Gumminoppen.
Ebenfalls Ende 2004 wurde das Modell Silver Line aufgelegt, ausschließlich mit Automatikgetriebe. Bei dieser Ausstattungsvariante gab es ein Interieurpaket mit Verkleidungen aus kohlenstofffaserverstärktem Kunststoff („Carbon“), ergänzt um ein DVD-Navigationssystem sowie einen CD-Wechsler mit MP3-Funktion.

## Technische Daten
| Modell                                      | 3.2                        | 3.2 SRT-6                  |
| ------------------------------------------- | -------------------------- | -------------------------- |
| Motorart                                    | Ottomotor                  | Ottomotor                  |
| Motorbauart                                 | V6                         | V6                         |
| Motoraufladung                              | –                          | Kompressor                 |
| Hubraum in cm³                              | 3199                       | 3199                       |
| max. Leistung in kW (PS) bei min−1          | 160/218 bei 5700           | 246/335 bei 6100           |
| max. Drehmoment in Nm bei min−1             | 310 bei 3000               | 420 bei 3500               |
| Höchstgeschwindigkeit in km/h               | 250                        | 255                        |
| Getriebe, serienmäßig                       | 6-Gang-Schaltgetriebe      | 5-Stufen-Automatikgetriebe |
| Getriebe, optional                          | 5-Stufen-Automatikgetriebe | –                          |
| Beschleunigung, 0–100 km/h in s             | 6,4 (6,9)                  | 5,3                        |
| Kraftstoffverbrauch, kombiniert in l/100 km | 10,1                       | 11,0                       |
| Kofferraumvolumen in l                      | 260 / 104–184 (1)          | 260                        |
| Tankinhalt in l                             | 60                         | 60                         |
| CO2-Emissionen in g/km                      | 243                        | 264                        |
| Abgasnorm                                   | EU 4                       | EU 4                       |

## Produktionszahlen
| Jahr  | Chrysler Crossfire Coupé | Chrysler Crossfire Roadster | gesamt |
| ----- | ------------------------ | --------------------------- | ------ |
| 2003  | 18.389                   | 0                           | 18.389 |
| 2004  | 19.424                   | 16.240                      | 35.664 |
| 2005  | 4.126                    | 8.329                       | 12.455 |
| 2006  | 1.547                    | 3.258                       | 4.805  |
| 2007  | 2.020                    | 2.712                       | 4.732  |
| Summe | 45.506                   | 30.539                      | 76.045 |

## Zulassungszahlen
Zwischen 2003 und 2011 wurden in der Bundesrepublik Deutschland 7.338 Chrysler Crossfire neu zugelassen. Mit 3.571 Einheiten war 2004 das erfolgreichste Verkaufsjahr.
|  |

|  |

|  |

|  |

|  |

|  |

|  |

|  |

|  |

|  |

|  |

|  |

|  |

|  |

|  |

|  |

|  |

|  |

|  |

|  |

|  |

|  |

|  |

|  |

|  |

|  |

|  |

|  |

|  |

|  |

|  |

|  |

|  |

|  |

|  |

|  |

|  |

|  |

|  |

|  |

|  |

|  |

|  |

|  |

|  |

|  |

|  |

|  |

|  |

|  |

|  |

|  |

|  |

|  |

|  |

|  |

|  |

|  |

|  |

|  |

|  |

|  |

|  |

|  |

|  |

|  |

|  |

|  |

|  |

|  |

|  |

|  |

|  |

|  |

|  |

|  |

|  |

|  |

|  |

|  |

|  |

|  |

|  |

|  |

|  |

|  |

|  |

|  |

|  |

|  |

|  |

|  |

|  |

|  |

|  |

|  |

|  |

|  |

|  |

|  |

|  |

|  |

|  |

|  |

|  |

|  |

|  |

|  |

|  |

|  |

|  |

|  |

|  |

|  |

|  |

|  |

|  |

|  |

|  |

|  |

|  |

|  |

|  |

|  |

|  |

|  |

|  |

|  |

|  |

|  |

|  |

|  |

|  |

|  |

|  |

|  |

|  |

|  |

|  |

|  |

|  |

|  |

|  |

|  |

|  | Benziner (7.338) |

|  | Benziner (7.338) |